# Принцип Питера

Визуализация принципа Питера

При́нцип Пи́тера — положение, выдвинутое и обоснованное в одноимённой книге Лоуренсом Питером. Формулировка: «В иерархической системе каждый индивидуум имеет тенденцию подниматься до уровня своей некомпетентности». По мнению некоторых критиков, принцип Питера следует воспринимать как шутку, хотя самим Питером он изложен без какого-либо намёка на юмор, как вполне серьёзная теория.

## Сущность
Принцип Питера — это частный случай общего наблюдения: попытки повторно использовать хорошо работающую вещь или идею будут продолжаться до тех пор, пока она не станет причиной катастрофы. Лоуренс Питер применил эти наблюдения в отношении продвижения людей по иерархии должностей.
Согласно принципу Питера, человек, работающий в любой иерархической системе, повышается в должности до тех пор, пока не займёт место, на котором он окажется не в состоянии справиться со своими обязанностями, то есть окажется некомпетентным. Этот уровень и называется уровнем некомпетентности данного сотрудника. На этом месте сотрудник «застрянет» и будет находиться до тех пор, пока не покинет систему (то есть не уволится, не умрёт или не выйдет на пенсию).
Принцип Питера может быть применён к любой системе, в которой работник, первоначально находившийся на низших уровнях иерархии, со временем растёт в должности, то есть к большинству организаций, фирм, государственных предприятий и учреждений, армии, образовательным, медицинским учреждениям, религиозным организациям.

## Обоснование
Обоснование принципа Питера автор получил, рассмотрев типичный порядок выдвижения работников на определённую должность:
Компетентные повышаются.
Как правило, при появлении вакансии руководство выбирает кандидата из числа тех нижестоящих сотрудников, к которым нет претензий на их нынешней должности. То есть из компетентных сотрудников.
Повышение меняет требования к работнику.
Повышение в должности обычно связано с изменением характера исполняемых обязанностей. Работник, независимо от предыдущих успехов, может как справиться, так и не справиться с новыми требованиями, то есть окажется либо компетентным, либо некомпетентным на новой должности.
Компетентные выдвиженцы растут дальше.
Если сотрудник сумеет справиться с новой должностью, он окажется кандидатом на дальнейшее повышение. Таким образом, пока сотрудник проявляет компетентность, он поднимается в должности.
Невозможно оставаться компетентным вечно.
Рано или поздно работник окажется на посту, с которым уже не сможет справиться, то есть станет некомпетентным.
Некомпетентные не повышаются дальше.
Проявив некомпетентность, сотрудник перестаёт быть кандидатом на повышение, и его продвижение прекращается. В результате компетентные сотрудники продвигаются по служебной лестнице до уровня, на котором они становятся некомпетентными.
Некомпетентные не понижаются.
Как правило, понижение некомпетентного сотрудника не в интересах руководства, так как признав некомпетентность выдвиженца, оно тем самым вынуждено будет признать свою ошибку. Кроме того, предыдущая должность на момент обнаружения некомпетентности обычно уже бывает занята, так что возврат в исходное положение одного сотрудника приведёт к необходимости понижения (или увольнения) других, что обычно слишком сложно и тоже невыгодно. В результате, хотя некомпетентность сотрудника на новой должности может быть очевидна, его не понижают.
Отказ от повышения маловероятен
Питер отмечает, что социально-экономические условия в западном обществе сейчас нацеливают человека на успех, понимаемый, прежде всего, как рост в карьере и заработной плате. В таких условиях человек, даже прекрасно осознавая, что не справится с предлагаемой должностью, обычно не может от неё отказаться: при попытке отказа он подвергнется жёсткому давлению всего своего окружения, включая семью, знакомых, сослуживцев и руководство.
«Пас в сторону» и «ударная возгонка» не меняют дела.
Тех, кто проявляет абсолютную некомпетентность, чья деятельность приносит слишком много очевидного вреда, обычно устраняют путём перевода на другую должность того же или близкого уровня, где его некомпетентность будет менее заметна или менее вредна («пас в сторону»). Также некомпетентный сотрудник может быть повышен несмотря на некомпетентность по личным или политическим мотивам («ударная возгонка» или «возвышение пинком»). Питер называет такие случаи «мнимыми исключениями» — они выглядят как нарушение принципа Питера, но лишь на первый взгляд: после «паса в сторону» или «ударной возгонки» работник окажется на должности, где, скорее всего, тоже не будет компетентен, то есть основное положение принципа остаётся в действии — достигнув однажды своего уровня некомпетентности, работник уже не становится компетентным.

## Последствия
Рассматривая проявления неизбежного достижения некомпетентности для отдельных людей и организаций, Питер выделил некоторые характерные следствия действия «принципа».

### Иерархический регресс
Вследствие действия принципа Питера крупные иерархические системы имеют склонность к деградации. Чем большее количество сотрудников проявляет некомпетентность, тем более понижаются общие стандарты компетентности в системе и тем менее успешной становится работа системы в целом, т.е. принцип Питера является проблемой не структурной, а функциональной целостности системы. Особенно плохо отражается на иерархии массовая «ударная возгонка» сотрудников, так как она приводит к ускорению продвижения сотрудников к состоянию некомпетентности. 

### Работают те, кто не поднялся до уровня некомпетентности
Поскольку принцип Питера относится ко всем работникам и системам, то его последовательное применение позволяет сделать вывод, что через некоторое время (пусть даже через достаточно большое) в любой иерархической системе все должности будут заняты некомпетентными сотрудниками, после чего система естественным образом прекратит своё существование, так как в ней никто не будет работать. На практике такого обычно не происходит. В системе постоянно пребывает достаточно сотрудников, которые ещё не достигли своего уровня некомпетентности; они-то и выполняют всю реальную работу. Кроме того, если система невелика, в ней может просто не оказаться достаточного количества должностей, чтобы все компетентные работники могли быть повышены до своего уровня некомпетентности.

### Синдром конечной остановки
Питер утверждает, что для сотрудника, достигшего уровня некомпетентности, характерен специфический набор особенностей поведения, названный «Синдромом конечной остановки»: для создания видимости компетентности для окружающих и поддержания позитивной самооценки для самого себя сотрудник подменяет результативную работу какой-либо другой деятельностью, которая заметна, занимает рабочее время и требует определённых усилий, но не приносит реальных полезных результатов. Часто синдром конечной остановки проявляется в формализации работы, изобретении бюрократических правил и требовании от подчинённых точнейшего их соблюдения даже вопреки объективной целесообразности.
Синдром, по мнению Питера, является причиной ухудшения здоровья, возникновения и обострения хронических заболеваний, развивающихся на нервной почве. Единственное действенное средство борьбы с синдромом конечной остановки — изменение жизненных приоритетов и перенос притязаний в ту область деятельности, где уровень некомпетентности ещё не достигнут (радикальная смена работы, «уход с головой» в хобби).

## Исследования
Алессандро Плукино, Андреа Раписардра и Чезаре Гарофало из Университета Катании, применив агентное моделирование, создали систему, в которой соблюдается принцип Питера. На этой модели они показали, что лучшая тактика — повышать человека случайно. За эту работу они получили Шнобелевскую премию 2010 года в области менеджмента.

## Критика
Принцип Питера жёстко раскритикован в статье Сирила Паркинсона (автора «Закона Паркинсона») «Проблема Питера». Паркинсон утверждает, что большинство исходных положений, из которых Питер выводит свой принцип, ложны, а само явление в жизни не наблюдается ни в каком приближении:

Многое в этих рассуждениях достойно восхищения, и нельзя отрицать, что автор сделал несколько значительных открытий. Его основные положения излагаются чётко и красноречиво, и известно, что у него множество последователей. Нет никакого сомнения, что он замечательный педагог и что книга его пользуется заслуженным успехом. Беда только в том, что некоторые принимают её чересчур всерьёз, соглашаясь с теорией, предложенной, по всей вероятности, в шутку. Против шутки никто бы не возражал, но есть одно возражение против теории, и возражение это заключается в том, что теория неверна. Она приходит в противоречие с нашим опытом и не выдерживает критики.
Паркинсон не останавливается даже перед переходом на личность Питера, занимавшегося методиками воспитания детей с эмоциональными нарушениями:

А потому даже самые поверхностные наблюдения приводят нас к выводу, что Принцип Питера неприменим в сфере общественной, деловой или какой-либо ещё, имеющей отношение к торговле или военному делу. Он действует только в сфере образования и особенно в теоретической области. Но даже и там он не универсален, но распространён главным образом в Южной Калифорнии. Можно даже предположить, что он оправдывает себя только в школах Эксельсиор-Сити. Быть может, царство некомпетентности и в самом деле настолько мало, что ключи от него имеются только у одного человека — самого Питера.
Однако автор критики приводит и такие доводы в пользу несостоятельности рассматриваемого принципа:

Раз и навсегда установленный предел компетентности — это миф. Еще один миф — то, что каждый человек работает ради повышения по службе, пока не достигает того момента, когда дальнейшее повышение невозможно.
Критика со стороны Паркинсона производит впечатление едкой и излишне эмоциональной, однако не лишена здравого смысла. Основные его конкретные аргументы состоят в следующем:
- Более высокий уровень иерархии не обязательно и далеко не всегда требует более высокого уровня компетентности.
- Пирамидальная иерархическая структура подразумевает, что далеко не каждый компетентный на нижнем уровне сотрудник сможет подняться вверх.
- Предела компетентности не существует.
- Далеко не все люди непременно стремятся к повышению по службе.

Первый аргумент неявно предполагает, что «компетентность» есть некоторая линейно изменяемая величина, в то время как сам Питер рассматривает в основном ситуации, когда на более высокой должности требуется не бо́льшая компетентность в той же самой деятельности, а случаи, когда при повышении меняется характер работы и требуется компетентность в том, чем работник ранее не занимался. Например, хороший механик может не оказаться хорошим бригадиром, так как на этой должности потребуются отсутствующие у него организаторские способности.
Что касается второго аргумента, то Питер также оговаривает этот случай, замечая, что не все работники достигают уровня некомпетентности из-за отсутствия вакансий, что, собственно, и позволяет иерархическим системам более или менее успешно выполнять свои функции.